# Maurício Augusto Silva Magalhães Costa
Maurício Augusto Silva Magalhães Costa (Rio de Janeiro, 5 de maio de 1958) é um médico brasileiro.
Foi eleito membro da Academia Nacional de Medicina em 2018, ocupando a Cadeira 79, que tem Olympio Arthur Ribeiro da Fonseca como patrono.
Membro Titular da Academia Nacional de Medicina. 1o. Secretário da ANM (2021) e Secretário da Secção de Cirurgia (2022-2025).Membro Titular da Academia Brasileira de Mastologia.  Graduação em Medicina pela Universidade Federal do Rio de Janeiro (1981), Equivalência de Licenciatura em Medicina pela Faculdade de Medicina da Universidade de Lisboa (2008) e Título de Especialista em Ginecologia e Obstetrícia concedido pelo Conselho Nacional Executivo da Ordem dos Médicos de Portugal em 2015, Residência Médica em Ginecologia e Obstetrícia pela UFRJ (1985), Especialização em Oncologia Ginecológica pelo Instituto karolinska, Suécia (1983-1984), Mestrado em Ginecologia pela UFRJ (1992) e Doutorado em Ciências (Ginecologia) pela UFRJ (1997). Pós-Doutorado no Laboratório de Enzimologia e Controle de Metabolismo - LabECoM,CCS - UFRJ, em 2008, MBA Executivo em Saúde pelo IBMEC (2001). Especialista em Mastologia, Ginecologia e Obstetrícia pela AMB. Membro da Febrasgo, SBM, NCBC, ASCO, EUSOMA, ASCO,CBC e IGCS. Ex-Membro da Comissão Executiva da Sociedade Internacional de Senologia e do Conselho Diretor da Sociedade Americana de Doenças da Mama. Ex-Presidente da Federação Latino-Americana de Mastologia e atual Presidente da Senologic International Society (SIS). (2019-2021).Membro do Board of Directors da International Gynecologic Cancer Society ( 2016-2020) .Membro do Board of Directors da School of Oncoplastic Surgery (USA), Membro do Multidisciplinary Cancer Management Course (MCMC) Working Group da ASCO (2017), Membro da Chinese Anti-Cancer Association e Membro Fundador da World Association of Integrative Oncology ( WAIO). Diretor da Seção de Mastologia do Colégio Brasileiro de Cirurgiões (2008-2017). International delegate and Co-Chair of Global Breast Care Committee of National Consortium of Breast Centers. Co-Chairman of the Editorial Board do Journal of Oncoplastic Surgery, Editorial Board Member of the European Journal of Breast Health,Revisor da ecancer e da Revista de la Sociedad Espanola de Senologia e Patologia Mamaria. Consultor Técnico do programa Global Breast Cancer Initiative da WHO. Membro do Comitê Assessor da RINC-SLACOM (2020). Coordenador do Comitê de Especialistas em Câncer de Mama do Departamento de Ações Programáticas Estratégicas da Secretaria de Atenção Primária do MS (2021-2022) . Associate Editor-in-chief in Cancer Biology&Medicine Editorial Board. Membro do Conselho Editorial da Revista do Colégio Brasileiro de Cirurgiões. Ex-Editor Geral da Revista Brasileira de Mastologia. Ex-Presidente da Comissão do Titulo de Especialista em Mastologia (TEMA) da SBM. Fundador do Clube da Mama do Rio de Janeiro em 1989. Médico da UFRJ- HUCFF de 1985 a 2016. Atualmente é o Coordenador do Núcleo de Mama do Américas Centro de Oncologia Integrada, pesquisador colaborador do Laboratório de Marcadores Circulantes do Departamento de Patologia da FCM-UERJ e do Laboratório de Enzimologia e controle do Metabolismo do Departamento de Biotecnologia Farmacêutica do CCS-UFRJ. . Autor dos livros Saúde dos Seios ( Diagraphic), Saúde e Beleza dos Seios. Mais de cem respostas para suas perguntas (Record) e Plus de Cent Questions sur les Seins - (Editora Eska - França), 2a. Edição em 2015 pela MA Éditions , Câncer de mama para ginecologistas (1994) , o E-book interativo Guia de Saúde das Mamas. Aprenda a cuidar dos Seios pelo Guanabara Koogan em 2015 o E-book Câncer de Mama. Tire suas dúvidas em 2020 e o livro Câncer de mama. Aprendendo a prevenir e superar (2021). Autor de 36 artigos completos publicados em revistas nacionais e internacionais e de 30 capítulos de livros nacionais e internacionais. Ganhador dos prêmios Madame Durocher da Academia Nacional de Medicina 1997 e 2003, Prêmio Antônio Franco Montoro em 2014. Prêmio Rondon de Monografia em 1981. Participação em mais de 380 congressos nacionais e internacionais, tendo participado da comissão organizadora em 43 deles. Orientou 5 teses de mestrado e Doutorado, tendo participado de 56 bancas de teses. Tem experiência na área de Medicina, com ênfase em Mastologia, atuando nos temas: câncer de mama, prevenção e tratamento do câncer ginecológica